# 布蘭查德冰川
64°44′S 62°5′W / 64.733°S 62.083°W
布蘭查德冰川是南極洲的冰川，位於葛拉漢地西部，最終注入威爾米納灣，在1897至1899年間由比利時的探險隊繪入地圖，以法國的宇航員命名。